# Nate Walcott
Nathaniel Clifford „Nate” Walcott (Albany, 1978. március 6. –) amerikai zenész, zeneszerző és hangszerelő. Négy teljes estés film zenéje fűződik a nevéhez, ilyen például a Csillagainkban a hiba. A Bright Eyes tagja, emellett a Conor Oberst and the Mystic Valley Band együttesben, illetve M. Ward zeneszerzővel is játszott. 2016-ban a Red Hot Chili Peppers The Getaway World Tourján háttérzongorista, valamint a formáció Live In Paris albumán is feltűnik.
Nate továbbá fellépett James Mercerrel, valamint a Danger Mouse által vezetett csoporttal (tagjai Broken Bells, Rilo Kiley; fellépett a Glenn Miller Orchestrával, valamint a She & Him, a U2, a Maroon 5, a The Shins, továbbá Beck és Jason Mraz stúdióalbumain dolgozott. Walcottnak koncertszervezésben is van tapasztalata: Eleni Mandell, Harper Simon, Maria Taylor, Jenny Lewis, Rilo Kiley, Pete Yorn, Rachael Yamagata, a First Aid Kit,  a Cursive, a The Faint és a The Concretes eseményeit segített megszervezni.

## Élete és pályafutása
Nathaniel Clifford Walcott 1978. március 6-án született a New York állambeli Albanyban. Kisgyermekkorában családja az állam középső részén elhelyezkedő East Homer faluba költözött, nyolc éves korában pedig továbbálltak a Nebraskában fekvő Lincolnba.
Lincolni gimnáziumi évei alatt Nate számos helyi zenekarban játszott; ilyen például a Kid Quarkstar, ahova barátjával, James Valentine-nal, a Maroon 5 későbbi gitárosával csatlakoztak. A Lullaby for the Working Class együttes több felvételén is szerepel, illetve fellépéseiken is részt vett; a munkálatok során ismerkedett meg Mike Mogisszal, A.J. Mogisszal, illetve Ted Stevensszel.
1996-os érettségi vizsgája után a chicagói DePaul Egyetem dzsessz szakára jelentkezett. Később tanulmányai kárára rendszeresen turnézott a Lullaby of the Working Class-szal, illetve a Glenn Miller Orchestrával.
Felsőfokú tanulmányai elvégzése után Walcott szabadúszó rendező és hangszerelő lett; több chicagói csoporttal (Las Guitarras de Espana, the Mighty Blue Kings és Pinetop Seven) is fellépett. Aktív volt továbbá az improvizációs, alternatív zenei szcénában is; a műfaj nagyjai David Boykin, Mike Reed és Keefe Jackson voltak. Fellépett például Fred Anderson Velvet Lounge termében, a Hungry Brainben és a Green Millben, továbbá saját együttest (Nate Walcott Octet) is alapított. Chicagói évei során továbbra is fenntartotta nebraskai ismeretségeit; így Rilo Kileynek, Johnathan Rice-nak és a The Faintnek dolgozott. Ekkortájt a feladatokban kiegészítette Mike Mogis, aki az előadók producere volt.
Nate Walcott diákévei alatt együtt alkotott a lincolni és omahai zenészekkel; ezalatt ismerkedett meg a Bright Eyes, a Commander Venus és a Desaparecidos énekes–dalszerzőjével, Conor Obersttel. Találkozásuk után aktívan részt vett a Bright Eyes 2002-es Lifted or The Story is in the Soil, Keep Your Ear to the Ground albumának bemutató koncertsorozatán, illetve a közvetlenül ezt követő turnékon is; továbbá három, 2005-ös albumon játszik: az I’m Awake, It’s Morning és a Digital Ash in a Digital Urn nagylemezeken, illetve a Motion Sickness: Live Recordings koncertfelvételen.
2006-ban a soron következő Bright Eyes-album megjelenése előtt Mike Mogisszal a csoport állandó tagjává váltak. A Cassadaga 2007. április 10-én jelent meg; a Coat Check Dream Song dal megírásában Walcott is részt vett. Egy öt hónapos USA-beli turné után Nate új koncertet is segített megvalósítani az együttesnek: a  Hollywood Bowlban léptek fel a Los Angeles Philharmonic Orchestrával.
A fellépés-sorozat után Nate Walcott Nik Freitas, Taylor Hollingsworth, Macey Taylor és Jason Boesel társaságában Conor Oberst szólókarrierjében segédkezett; ekkoriban két lemez jelent meg: a 2008-as Conor Oberst és a 2009-es Outer South. A felállásból lett később a Conor Oberst and the Mystic Valley Band; a név a 2008-as felvételek helyszínéül szolgáló, a mexikói Morelos állambeli Tepoztlán városában fekvő Valle Mistico villának kíván emléket állítani.
2010-ben Walcott a James Mercer és Danger Mouse által létrehozott duóval, a Broken Bellsszel játszott, illetve zenei rendezőként segítette őket. Az év későbbi szakaszában Conor Obersttel és Mike Mogisszal a következő Bright Eyes-albumon, a The People’s Keyen dolgoztak, amely 2011. február 15-én jelent meg. Walcott az Approximate Sunlight dal társszerzője. A Bright Eyes-szal töltött évei alatt Amerikában, Ázsiában, Európában és Ausztráliában is turnéztak; ezalatt a New York-i Radio City Music Hallban, illetve a londoni Royal Albert Hallban is megfordultak.
Az elmúlt években szabadúszó producerként és hangszerelőként számos előadóval (She & Him, U2, Beck, Jenny Lewis, First Aid Kit, Rilo Kiley, The Shins és Maroon 5) dolgozott együtt, továbbá sokak (M. Ward, Eleni Mandell, The Living Sisters, Jonathan Wilson, Harper Simon és a The Mars Volta tagja, Cedric Bixler-Zavala által alapított Zavalaz) koncertjén közreműködött. Walcott emellett továbbra is együttműködött Conor Obersttel, például a 2013 novemberi, Carnegie Hall-i előadásán is segédkezett.
Nate Walcott Chicagóban, Omahában és Brooklynban is lakott. Jelenleg Los Angelesben él.

## Közreműködései

### Albumok
| Év   | Előadó                                  | Album                                            | Kiadó                 |
| ---- | --------------------------------------- | ------------------------------------------------ | --------------------- |
| 2004 | The Faint                               | Wet from Birth                                   | Saddle Creek Records  |
| 2004 | Rilo Kiley                              | More Adventorous                                 | Brute/Beaute Records  |
| 2005 | Bright Eyes                             | I’m Wide Awake, It’s Morning                     | Saddle Creek Records  |
| 2005 | Bright Eyes                             | Digital Ash in a Digital Urn                     | Saddle Creek Records  |
| 2006 | Cursive                                 | Happy Hollow                                     | Saddle Creek Records  |
| 2006 | Tilly and the Wall                      | Bottom of Barrels                                | Team Love Records     |
| 2007 | Bright Eyes                             | Cassadaga                                        | Saddle Creek Records  |
| 2008 | Conor Oberst                            | Conor Oberst                                     | Merge Records         |
| 2009 | Conor Oberst and the Mystic Valley Band | Outer South                                      | Merge Records         |
| 2011 | Bright Eyes                             | The People’s Key                                 | Saddle Creek Records  |
| 2012 | First Aid Kit                           | The Lion’s Roar                                  | Wichita Recordings    |
| 2012 | Conor Oberst and the Mystic Valley Band | One of My Kind                                   | Team Love Records     |
| 2013 |                                         | Stuck in Love Original Motion Picture Soundtrack | Varèse Sarabande      |
| 2013 | Rilo Kiley                              | Rkives                                           | Little Record Company |
| 2014 | She & Him                               | Classics                                         | Columbia Records      |
| 2014 | Beck                                    | Song Reader                                      | Capitol Records       |
| 2014 | U2                                      | Songs of Innocence (Deluxe)                      | Island Records        |
| 2014 | Jenny Lewis                             | The Voyager                                      | Warner Bros. Records  |
| 2014 | Conor Oberst                            | Upside Down Mountain                             | Nonesuch Records      |
| 2014 | First Aid Kit                           | Stay Gold                                        | Columbia Records      |
| 2014 | Broken Bells                            | After the Disco                                  | Columbia Records      |
| 2016 | Red Hot Chili Peppers                   | Live in Paris                                    | Deezer                |

### Filmzenék
Nate Walcott, és a szintén Bright Eyes-tag Mike Mogis az alábbi filmzenék szerzői:
- Csillagainkban a hiba: John Green 2012-es regényének 2014-es filmadaptációja[5]
- Bízz a szerelemben: Josh Boone filmje[6]
- Míg élünk, szeretünk: Nik Fackler filmje[7]

A fentieken felül Walcott Jenny Lewis és Johnathan Rice énekes–dalszerzőkkel együtt dolgozott Az élet dala zenéjén.

## Fordítás
Ez a szócikk részben vagy egészben  a   Nate Walcott című angol Wikipédia-szócikk ezen változatának fordításán alapul.  Az eredeti cikk szerkesztőit annak laptörténete sorolja fel. Ez a jelzés csupán a megfogalmazás eredetét és a szerzői jogokat jelzi, nem szolgál a cikkben szereplő információk forrásmegjelöléseként.